# Horton (Chatton)
Horton – wieś w Anglii, w hrabstwie Northumberland. Leży 70 km na północ od miasta Newcastle upon Tyne i 467 km na północ od Londynu.